# Per-Ola Wislander
Per-Ola Einar Wislander, född 9 november 1964 i Torslanda församling, är en svensk före detta handbollsspelare. Han tog med Redbergslids IK tre SM-guld 1986, 1987 samt 1989.

## Karriär
Per-Ola Wislander började sin karriär som yngling i IK Zenith och gick därefter till Tuve IF, för att senare gå till Redbergslids IK. 1985 tillhörde han inte svenska mästarlaget enligt handbollsboken. Året efter är han däremot med bland de uppräknade mästarna liksom 1987 och 1989.

## Landslagskarriär
1987–1989 spelade han även fem landskamper för det svenska landslaget. Landslagsdebut den fjärde februari 1987 mot Danmark i Bröndby. Sverige vann matchen med 23-21. Han spelade sedan ytterligare tre landskamper i februari 1987 mot Danmark och Spanien, Sista landskampen spelade han 1989.

## Meriter
- 3 SM-guld med Redbergslids IK 1986,1987 och 1989.